# Susan Boyle
Susan Boyle (født 1. april 1961) er en skotsk sanger, som var konkurrencedeltager i den 3. serie af det britiske talentshow Britain's Got Talent. Hun overraskede i seriens første runde, den 11. april 2009 i Glasgow, dommerne og publikum med en udførelse af sangen "I Dreamed a Dream" fra Les Misérables. Efter sin optræden i Britain's Got Talent har hun solgt millionvis af plader.

## Biografi

### Barndom
Susan Boyle blev født den 1. april 1961 i den lille skotske mineby Blackburn, West Lothian, hvor Boyles far, Patrick Boyle, var minearbejder. Susan var den yngste af ni søskende og led under fødslen af iltmangel og fik skader, der resulterede i forskellige indlæringsvanskeligheder, hvilket hun sammen med sit udseende blev drillet med i skolen, hvor hun gik under øgenavne som "Susie Simple" og "Susie Bong".

### Tidlige karriere
Sang og musik var en vigtig del af Boyles barndom, og som 12-årig deltog hun i skole shows. Drømmen om at blive sanger startede allerede som femårig, hun måtte dog senere opgive drømmen, da hun skulle pleje og passe sin dødssyge mor, der døde i 2007. Hun arbejder som frivillig i kirken bl.a. ved at hjælpe og støtte sognets ældre og dyrker sang og teater.
Susan er nu ugift og har arbejdet i køkkenet på det lokale universitet. Ydermere har hun været i forskellige jobtræningsprogrammer.
Om sit positive livssyn siger hun til flere britiske aviser:
"Der kan ske så meget, der er virkelig trist. Noget du måske søger at skjule. Enten griner du eller også græder du. Og altså, hvis vi alle gik rundt og græd ville det være noget værre rod. Grin og verden vil grine sammen med dig. Græd og du kommer til at græde alene. Jeg har ikke intentioner om at være alene længere." 
Allerede i 1999 sang hun på en velgørenheds-CD "Cry Me a River" som nu er offentliggjort på internettet.

### Succes
Susan ville ikke deltage i X-Factor, da hun var sikker på, at deltagerne kun blev bedømt på deres udseende. Hun tøvede også med at stille op til "Britain's got talent" men blev overtalt. Herefter stillede Susan Boyle op i det britiske tv-show Britain's Got Talent, hvor hun overraskede dommerne med sin stemme. Susan Boyle blev hurtigt kendt, og nu har over 230 millioner mennesker set Susan Boyles audition i Britain's Got Talent. 
Efter finalen den 30. maj 2009 opnåede Susan Boyle overraskende en andenplads med "I Dreamed a Dream" fra Les Misérables. 
Susan Boyles debutalbum, "I Dreamed a Dream", udkom den 23. november 2009 med blandt andet sangene "Wild Horses", "You'll See," "I Dreamed a Dream," "Memory," og "Cry Me a River." 
i USA solgte den over 700 000 eksemplarer den første uge. Albummet gik også til tops i Storbritannien.
Boyle har seks uger i træk i begyndelsen af 2010 ligget som en fast nr. 1 på hitlisten i USA. 
Den 30. januar 2010 optrådte Susan Boyle i  Tivolis Koncertsal  i DR's indsamlingsshow til fordel for ofrene ved jordskælvet i Haiti.